# 古楼镇 (重庆市)
古楼镇，是中华人民共和国重庆市合川区下辖的一个乡镇级行政单位。
古楼镇位于合川西北部，东与钱塘镇隔江相望，西与隆兴镇毗邻，南与大石街道相连，北接三庙镇、四川省武胜县清平镇，距合川城区24千米，国道212线、嘉陵江穿境而过。土地面积49.88平方千米，场镇建成区0.37平方千米，辖8个村、1个社区，总人口约2.63万人，通车里程142.34千米，通航水域7.8千米。是中国枇杷之乡、中国美丽田园、国家级枇杷生产标准化示范区、重庆市级卫生镇、区级文明镇、合川区乡村振兴战略试点镇。

## 行政区划
古楼镇下辖以下地区：
古楼社区、沙嘴村、骑龙村、山林村、塘沽村、天子村、三凤村、净果村和摇金村。